# Bupleurum gulczense
Bupleurum gulczense är en flockblommig växtart som beskrevs av Olga Alexandrovna Fedtschenko och Boris Fedtjenko. Bupleurum gulczense ingår i släktet harörter, och familjen flockblommiga växter. Inga underarter finns listade i Catalogue of Life.